# Олійник Юрій Тимофійович
Ю́рій Тимофі́йович Олі́йник (нар. 22 травня 1940) — український співак (баритон). Заслужений артист України (1998).

## З життєпису
Народився 1940 року в місті Полтава. Навчався у Ташкентській (1965—1966), закінчив Київську (1970; клас М. Єгоричевої, З. Ліхтман) консерваторію.
1970—2014 — соліст Національної філармонії України.
У репертуарі — твори
- Й.-С. Баха,
- В. Балея,
- Д. Бортнянського,
- К. Вайля,
- Ґ. Генделя,
- В. Годзяцького,
- І. Карабиця,
- Ж. та Л. Колодубів,
- І. Кириліної,
- В. Крутікова,
- М. Лисенка,
- Б. Лятошинського,
- Ж.-Ф. Рамо,
- Ю. Рожавської,
- В. Сильвестрова,
- М. Скорика,
- В. Степурка,
- І. Стравінського,
- Г. Телеманна,
- Д. Чімарози,
- Ф. Шуберта,
- Г. Шютца

Брав участь у концертних виконаннях опер
- «Запорожець за Дунаєм» С. Гулака-Артемовського,
- «Травіата» Дж. Верді,
- опери-балету «Незвичайна чайна, або Жовтий Лелека» О. Костіна.

Виступав також у дуеті з піаністкою Інесою Порошиною.
Співпрацював із Державним симфонічним оркестром України, оркестром «Perpetuum mobile», Київським камерним оркестром під керівництвом І. Блажкова, з якими виконав низку прем'єр творів сучасних композиторів і старовинної музики.
Гастролював у Росії, Латвії, Фінляндії (в дуеті з піаністом В. Новиковим).